# Arundel (hrad)
Arundel je původně středověký hrad ve stejnojmenném anglickém městě, jež leží v hrabství Západní Sussex. Byl založen Rogerem de Montgomery v 11. století. Od té doby je hrad sídlem hrabat z Arundelu a vévodů z Norfolku. Hrad byl poškozen během anglické občanské války a poté obnoven v 18. a na počátku 19. století Charlesem Howardem, 11. vévodou z Norfolku. Další restaurování prováděl od roku 1890 architekt Charles Alban Buckler pro 15. vévodu z Norfolku. Díky němu má hrad převážně novogotický charakter. 21. května 2021 došlo k vloupání, mezi ukradenými předměty byla i sada zlatých růženců, které nesla skotská královna Marie Stuartovna na svou popravu v roce 1587. Na hradě se natáčely filmy Šílenství krále Jiřího (1994), Královna Viktorie (2009) nebo Wonder Woman (2017).